# Катынский расстрел
Каты́нский расстре́л (пол. zbrodnia katyńska — каты́нское преступле́ние) — военное преступление, массовые убийства польских граждан, в основном пленных офицеров польской армии, осуществлённые весной 1940 года. Расстрелы производились по решению специальной «тройки» НКВД СССР в соответствии с постановлением Политбюро ЦК ВКП(б) от 5 марта 1940 года; расстреляно было 21 857 человек.
Название «Катынский расстрел» первоначально относилось к казни польских офицеров в Катынском лесу (Смоленская область). После обнаружения других массовых захоронений польских граждан, а также советских архивных документов, свидетельствовавших о расстрелах, названия «катынский расстрел» и «катынское преступление» стали употреблять также по отношению ко всем проведённым в апреле-мае 1940 года расстрелам польских граждан, содержавшихся в разных лагерях НКВД СССР: Козельском, Старобельском, Осташковском, — а также в тюрьмах в западных областях Украинской и Белорусской ССР.
Впервые об обнаружении массовых захоронений в Катынском лесу в 1943 году заявил руководитель разведки германской группы армий «Центр» Рудольф-Кристоф фон Герсдорф. Созванная Германией международная комиссия провела экспертизу и заключила, что расстрелы произведены НКВД весной 1940 года. В свою очередь Советский Союз отрицал свою причастность к происшедшему.
После освобождения Смоленска советскими войсками была создана комиссия Николая Бурденко, которая, проведя собственное расследование, сопровождавшееся созданием подложных документов и подготовкой лжесвидетелей, заключила, что польские граждане были расстреляны в Катыни осенью 1941 года немецкими оккупационными войсками. Это заключение было официальной точкой зрения в СССР и странах Варшавского договора до 1990 года, когда руководство СССР официально признало ответственность НКВД СССР.
По настоянию советской стороны Катынское дело было рассмотрено на Нюрнбергском процессе. Вопреки советской историографии, Нюрнбергский трибунал не поддержал обвинение немцев в Катынском расстреле и не включил его в приговор.
Завершившееся в 2004 году расследование Главной военной прокуратуры России подтвердило вынесение «тройкой НКВД» смертных приговоров 14 542 польским военнопленным по обвинению в совершении государственных преступлений и достоверно установило смерть 1803 человек и личность 22 из них.
Тема Катынского расстрела длительное время осложняла польско-российские отношения. В 2010 году президент России Дмитрий Медведев отметил: «Катынская трагедия — это следствие преступления Иосифа Сталина и ряда его приспешников. Позиция российского государства по этому вопросу давно сформулирована и остаётся неизменной».
26 ноября 2010 года Госдума России приняла заявление «О Катынской трагедии и её жертвах», в котором признаёт, что массовый расстрел польских граждан в Катыни был произведён согласно прямому указанию Сталина и других советских руководителей и является преступлением сталинского режима.
В апреле 2012 года ЕСПЧ классифицировал Катынский расстрел как военное преступление.

## Пленение польских офицеров

### Раздел Польши
Заместитель наркома иностранных дел СССР В. П. Потёмкин в 1938 году высказывался о возможности в скором будущем «четвёртого раздела Польши». Такое наименование для событий сентября-октября 1939 года иногда употребляется и в современной историографии.
23 августа 1939 года в Москве был подписан Договор о ненападении между СССР и Германией, а также секретный протокол к нему, который предусматривал раздел Польши.
1 сентября 1939 года Германия напала на Польшу.
3 сентября 1939 года Великобритания и Франция, выполняя принятые перед Польшей обязательства, объявили Германии войну, получившую название «Странная война», поскольку 110 французских и английских дивизий «абсолютно бездействовали» против 23 немецких дивизий.
17 сентября на территорию Польши вторглись силы РККА. В официальной ноте Москва объясняла эти действия развалом польского государства и необходимостью защитить преобладавшее в этих областях украинское и белорусское население. Ввод советских войск в Польшу был осуществлён в соответствии с разграничением сфер интересов по Секретному дополнительному протоколу к Договору о ненападении между Германией и Советским Союзом.
Красная Армия заняла территории Западной Украины и Западной Белоруссии, входившие по Рижскому мирному договору 1921 года в состав Польши, а до 1917 года — в состав Российской и Австро-Венгерской империй (Гродненская, Волынская и др. губернии, Галиция).
28 сентября в Москве был подписан Договор о дружбе и границе между СССР и Германией, секретный протокол к которому предусматривал отказ СССР от этнически польских земель к востоку от Вислы в обмен на включение в советскую «сферу влияния» Литвы.

### Убийства офицеров и полицейских
В ходе советского вторжения отмечались многочисленные случаи расправ над взятыми в плен офицерами, полицейскими и пограничниками. В ряде случаев жертвами расправ становилось и гражданское население, включая женщин и детей, причисленное к «буржуям». При этом советская пропаганда использовала риторику «классовой войны», апеллируя к традициям революции и Гражданской войны. Обращение командарма Тимошенко к польским солдатам призывало их убивать своих офицеров: «Офицеры гонят вас на бессмысленную бойню. Они ненавидят вас и ваши семьи. (…) Не верьте своим офицерам. Офицеры и генералы — ваши враги, они хотят вашей смерти! Солдаты — бейте офицеров и генералов! Не подчиняйтесь приказам ваших офицеров. Гоните их с вашей земли». После взятия Гродно 22 сентября было расстреляно около 300 пленных — офицеров, курсантов, рядовых солдат и даже школьников. В тот же день советским танковым отрядом был захвачен в своём автомобиле командующий оперативной группой «Гродно» генерал Юзеф Ольшина-Вильчинский и убит по приказу комиссара отряда Григоренко вместе со своим адъютантом выстрелами в затылок. 21 сентября военный совет 6-й армии, осаждавшей Львов, принял постановление о расстреле 10 человек. На основании приказа и «в счёт установленного лимита», в Злочеве было арестовано и расстреляно 10 полицейских; это послужило сигналом для волны самосудов в 6-й армии. Вдохновителями расправ часто выступали политруки и представители особых отделов. Высшая власть признавала самочинные расстрелы преступными и время от времени пыталась бороться с самоуправством, но, например, начальник особого отдела 15-го танкового корпуса Иванов за расстрелы в Гродно получил 15 суток ареста.

### Пленные и интернированные
19 сентября 1939 года приказом Народного комиссара внутренних дел СССР № 0308 было создано Управление по делам военнопленных и интернированных (УПВИ) при НКВД СССР и организовано 8 лагерей для содержания польских военнопленных (Осташковский, Юхновский, Козельский, Путивльский, Козельщанский, Старобельский, Южский и Оранский). Начальником управления был назначен работавший в секретариате Берии майор Пётр Сопруненко.
Всего в ходе продвижения Красной Армии было взято в плен до полумиллиона польских граждан. Большинство из них были вскоре освобождены, и в лагеря НКВД попало 130 242 человека, среди которых были как военнослужащие польской армии, так и другие лица, которых руководство Советского Союза сочло «подозрительными» из-за их стремления к восстановлению независимости Польши или вообще классово-враждебными (полицейские, разведчики и пр., до пожарных включительно).
Ещё в ходе военных действий, вслед за наступающими войсками РККА следовали опергруппы НКВД СССР, выполнявшие задачи, во-первых, по установлению контроля над органами власти и средствами связи и захвату архивов, а во-вторых, по скорейшему аресту «наиболее реакционных представителей административного аппарата, жандармов, полицейских, разведчиков и контрразведчиков и их агентуры, руководителей реакционных политических организаций, белоэмигрантских структур». Затем вплоть до июня 1941 года такие группы вели борьбу против попыток создания польского антисоветского подполья на присоединённых к СССР территориях, также производя аресты.
По решению Политбюро ЦК ВКП(б) от 3 октября 1939 года, рядовых и унтер-офицеров, уроженцев территорий Польши, отошедших к СССР, распустили по домам, а более 40 тысяч жителей Западной и Центральной Польши передали Германии. Оставшиеся военнопленные были распределены следующим образом:
| Категория                                  | Размещение                                      | Количество, чел. |
| ------------------------------------------ | ----------------------------------------------- | ---------------- |
| Офицерский состав                          | Старобельский (Луганская область)               | 4000             |
| Офицерский состав                          | Козельский лагерь (Оптина пустынь)              | 5000             |
| Жандармы, полицейские и им соответствующие | Осташковский лагерь (Нило-Столобенская пустынь) | 4700             |
| Рядовые и мл. комсостав                    | строительство дороги Новоград-Волынский — Львов | 18 000           |
| Рядовые и мл. комсостав                    | Наркомчермет на работу в Криворожском бассейне  | около 10 000     |
| ИТОГО                                      |                                                 | около 41 700     |

С апреля-мая 1940 года от офицеров, содержавшихся в трёх лагерях — Осташковском, Козельском и Старобельском, — перестали приходить письма, ранее регулярно доходившие до семей через Международный Красный Крест, и семьи этих офицеров уже больше не получили ни одного почтового отправления.

## Расстрел
Как свидетельствуют обнародованные в 1992 году документы, 3 марта 1940 года народный комиссар внутренних дел Л. П. Берия предложил Политбюро ЦК ВКП(б):

В лагерях для военнопленных НКВД СССР и в тюрьмах западных областей Украины и Белоруссии в настоящее время содержится большое количество бывших офицеров польской армии, бывших работников польской полиции и разведывательных органов, членов польских националистических контрреволюционных партий, участников вскрытых контрреволюционных повстанческих организаций, перебежчиков и др. Все они являются заклятыми врагами советской власти, преисполненными ненависти к советскому строю.
<…>
В лагерях для военнопленных содержится всего (не считая солдат и унтер-офицерского состава) 14 736 бывших офицеров, чиновников, помещиков, полицейских, жандармов, тюремщиков, осадников и разведчиков, по национальности свыше 97 % — поляки.
<…>
Исходя из того, что все они являются закоренелыми, неисправимыми врагами советской власти, НКВД СССР считает необходимым:
<…>
Дела о находящихся в лагерях военнопленных — 14 700 человек бывших польских офицеров, чиновников, помещиков, полицейских, разведчиков, жандармов, осадников и тюремщиков, а также дела об арестованных и находящихся в тюрьмах западных областей Украины и Белоруссии в количестве 11 000 человек членов различных контрреволюционных шпионских и диверсионных организаций, бывших помещиков, фабрикантов, бывших польских офицеров, чиновников и перебежчиков — рассмотреть в особом порядке, с применением к ним высшей меры наказания — расстрела.

5 марта было принято соответствующее решение Политбюро:

Дела <…> рассмотреть в особом порядке, с применением к ним высшей меры наказания — расстрела. Рассмотрение дела провести без вызова арестованных и без предъявления обвинения, постановления об окончании следствия и обвинительного заключения. <…> Рассмотрение дел и вынесение решения возложить на тройку, в составе т. т. В. Е. Меркулова, Б. Кобулова и Баштакова (начальник 1-го спецотдела НКВД СССР).

К концу марта в НКВД была завершена разработка плана по вывозу польских военнопленных из лагерей и тюрем к местам расстрела. Заключённых из всех украинских тюрем везли на расстрел в Киев, Харьков и Херсон, из белорусских — в Минск.
Для уничтожения заключённых Осташковского лагеря была приготовлена тюрьма в Калинине (Тверь), заранее освобождённая от других заключённых. Одновременно неподалёку от Калинина, в посёлке Медное, экскаваторы вырыли несколько огромных ям. Руководил массовым расстрелом польских офицеров в Осташковском лагере В. М. Блохин.
С начала апреля военнопленных начали вывозить на расстрел эшелонами по 350—400 человек. Этапируемые заключённые полагали, что их готовятся отпустить на свободу, поэтому настроение в их рядах было приподнятое.
В работе «Катынский лабиринт» В. Абаринов приводит последние строки из дневника польского военнопленного — майора Адама Сольского, отправленного по этапу из Козельского лагеря 7 апреля 1940 года. В дневнике, впоследствии найденном немецкой комиссией Г. Бутца, значится:

20 апреля. С 12 часов стоим в Смоленске на запасном пути.
21 апреля. Подъём в тюремных вагонах и подготовка на выход. Нас куда-то перевозят в машинах. Что дальше? С рассвета день начинается как-то странно. Перевозка в боксах «ворона» (страшно). Нас привезли куда-то в лес, похоже на дачное место. Тщательный обыск. Интересовались моим обручальным кольцом, забрали рубли, ремень, перочинный ножик, часы, которые показывали 6:30…

Единственным чудом уцелевшим офицером из катынских этапов был поручик Станислав Свяневич, профессор-экономист из Виленского университета (исследовавший, в числе прочего, экономику СССР и Германии, чем заинтересовал руководство НКВД). 29 апреля он был отправлен в Катынь, но в то же время из Москвы поступил приказ (по личному распоряжению Меркулова) о приостановке его этапирования; сотрудники НКВД забрали его уже из вагона в Гнёздове и отправили в Лубянскую тюрьму в Москве. Впоследствии он явился важнейшим свидетелем для установления судьбы офицеров Козельского лагеря. Свяневич так описывает картину, которую он наблюдал из вентиляционного окошка вагонзака:

Перед поездом было ровное место, слегка поросшее травой. (…) Площадка была окружена плотным кольцом солдат в форме НКВД Они стояли в боевой готовности, с примкнутыми штыками. Штыки эти бросились мне в глаза (…) насколько мне известно, примыкание штыков в условиях тыловой службы означает только акцентирование на важности порученного задания, не больше. (…) В это время подъехал автобус. Это был в общем-то ничем не примечательный пассажирский автобус, разве только он был несколько меньше тех, к которым мы привыкли в своих городах. Автобус вмещал около тридцати человек, вход располагался сзади, окна были закрашены белой краской. (…) автобус задним ходом подъехал к соседнему вагону и встал так, что пленные могли входить в него прямо из вагона, не ступая на землю. С обеих сторон его окружили энкаведешники. Автобус приезжал примерно каждые полчаса за новой партией зэков. Из этого я сделал вывод, что отвозили их не очень далеко от нашей стоянки. Вывод этот приводил к новому вопросу: для чего, если маршрут не был столь длинным, транспортировать зэков столь сложным способом, а не повести их, как это делалось раньше, просто под конвоем?
В Харькове аналогичная история произошла с заключённым Старобельского лагеря поручиком Анджеем Булгаком — он был снят с этапа и отправлен в Грязовецкий лагерь, куда направлялись поляки, которым НКВД по тем или иным соображениям решило сохранить жизнь (туда же были направлены вскоре и польские офицеры, интернированные в странах Прибалтики).
Непосредственно в Катыни расстрел осуществлялся следующим образом: расстреливаемых связывали (иногда также накидывали на голову шинель) и подводили ко рву, после чего стреляли из пистолета в затылок. В Харькове и Калинине расстрелы производились во внутренних тюрьмах НКВД. Подробности об организации расстрелов узников Осташковского лагеря рассказал в 1991 году на допросе в Главной Военной Прокуратуре Дмитрий Токарев, тогда начальник Калининского УНКВД. О проведении «операции» Токарев узнал в марте на совещании в Москве из уст Кобулова, после чего была произведена подготовка внутренней тюрьмы: её временно очистили от других заключённых, одну из камер обшили войлоком, чтобы не были слышны выстрелы. Для руководства операцией были присланы из Москвы начальник комендантского отдела НКВД Блохин, майор госбезопасности Синегубов и начальник штаба конвойных войск комбриг Кривенко. Блохин привёз с собой чемодан немецких пистолетов «Вальтер» и особо поразившую Токарева кожаную спецодежду палача: кепку, перчатки с крагами выше локтей и длинный фартук. Расстрельная команда составляла около 30 человек. Приговорённых одного за другим заводили в «ленинскую комнату», быстро опрашивали, чтобы удостоверить личность, и уводили в расстрельную камеру. Под утро трупы вывозили на полигон в Медное и закапывали при помощи бульдозера.
Аналогичную картину обрисовал следствию и бывший сотрудник внутренней тюрьмы Харьковского УНКВД М. В. Сыромятников, с той разницей что в Харькове расстрельную группу возглавлял местный комендант УНКВД Куприй, а представители Москвы (главным из них был капитан госбезопасности Иван Безруков) лишь «контролировали» расстрелы.
Казни длились с начала апреля до середины мая 1940 года в рамках «Операции по разгрузке лагерей».
По данным, указанным в записке председателя КГБ А. Н. Шелепина (1959 год), всего было расстреляно 21 857 человек, из них в Катыни 4 421 человек, в Харькове 3 820 человек, в Калинине 6 311 человек и 7 305 человек в лагерях и тюрьмах Западной Украины и Западной Белоруссии.
| Место расстрела, по данным «Записки…» Шелепина                    | Количество, чел. |
| ----------------------------------------------------------------- | ---------------- |
| в Катынском лесу (Смоленская область)                             | 004421           |
| в Старобельском лагере (Луганская область)                        | 003820           |
| в Осташковском лагере (Калининская область)                       | 006311           |
| в других лагерях и тюрьмах Западной Украины и Западной Белоруссии | 007305           |
| Итого                                                             | 21 857           |

Среди казнённых были как кадровые офицеры (в том числе казнённый в Харькове капитан Якуб Вайда, отец известного кинорежиссёра Анджея Вайды), так и офицеры военного времени — мобилизованные адвокаты, журналисты, инженеры, учителя, врачи и т. д., включая университетских профессоров, которых только в Козельском лагере находилось 20 человек. Среди наиболее известных жертв казней — казнённая в Катыни женщина-лётчица Янина Левандовская и казнённые в Харькове генералы Станислав Халлер, победитель Будённого в 1920 году, руководитель обороны Брестской крепости Константин Плисовский и руководитель обороны Львова Францишек Сикорский (примечательно, что львовский гарнизон капитулировал перед Красной Армией под условием свободного выезда за границу).
При казнях использовались в основном пистолеты под патрон «Браунинг» калибра 7,65 мм (в меньшей степени 6,35 мм), то есть «Браунинг» и «Вальтер» (главным образом Вальтер ПП и его модификация ППК, но и малокалиберные более ранние модели). Токарев объясняет предпочтение «вальтеров» тем, что советские «наганы» от частой стрельбы перегревались. Тот факт, что при эксгумации в Катыни в 1943 году были обнаружены исключительно патроны немецкого производства, длительное время приводился как важнейшее доказательство вины гитлеровцев и до сих пор широко эксплуатируется отрицателями советской вины за Катынь. В настоящее время собрано достаточно свидетельств того, что иностранные пистолеты под эти патроны широко использовались в НКВД, в том числе при расстрелах, и даже полагались по табелю высшим чинам; в частности «Вальтер» и патроны 7,65 мм были изъяты при обыске у расстрельщика Бутовского полигона И. Д. Берга; сохранившийся акт говорит об израсходовании в 1937 году в ходе расстрелов в Ульяновском УНКВД примерно 300 патронов 7,65 и 6,35 мм. Подтверждением рассказа Токарева является тот факт, что в начале 1990-х годов при раскопках на полигоне НКВД «Медное» следователями Главной военной прокуратуры и польскими исследователями были обнаружены гильзы, аналогичные катынским.

## Вопрос о «пропавших» офицерах
В мае 1940 года, когда в Катыни ещё продолжались расстрелы, военно-политическая обстановка в Европе кардинально изменилась. Франция была разгромлена, и Германия оказалась полным хозяином положения на континенте. Отношения между Германией и СССР обострились, и в Москве стали считаться с возможностью военного столкновения с Германией в недалёком будущем. В этой ситуации, возникла идея использования антинемецки настроенных поляков и формирования особых польских частей (ряд историков придерживается мнения, что Сталин планировал использовать польские части в превентивной войне для создания фикции «освобождения Польши самими поляками»).
Осенью 1940 года офицеров польского Генерального штаба, находившихся в Грязовецком лагере и о которых было известно, что они не настроены антисоветски, перевели в Москву. Они были заключены в Бутырскую тюрьму и на Лубянку, а затем привезены на подмосковную дачу. Там Берия и Меркулов, по воспоминаниям Юзефа Чапского, собрали поляков для обсуждения с ними вопроса об организации ядра Польской Красной Армии. В ходе дискуссий был поднят вопрос и о пропавших из Козельска, Старобельска и Осташкова польских офицерах. Юзеф Чапский так описывает дальнейшее в своей книге воспоминаний «На бесчеловечной земле»:

В октябре 1940 года — за восемь месяцев до начала советско-германской войны — большевики перевезли в специальный лагерь недалеко от Москвы несколько офицеров нашего штаба, среди которых был подполковник Берлинг, и предложили им организовать польскую армию, чтобы воевать против немцев. Берлинг с одобрением отнёсся к этому предложению, сделав при этом одну существенную оговорку, чтобы в эту армию могли вступить все офицеры и другие польские военнослужащие независимо от их политических взглядов. Во встрече участвовали Берия и Меркулов.
— Ну конечно же, — заявили они, — поляки всех политических взглядов будут иметь право вступить в эту армию.
— Очень хорошо, — ответил Берлинг, — в лагерях в Козельске и Старобельске находятся прекрасные кадры для этой армии.
На что Меркулов заметил:
— Нет, не эти. Мы совершили с ними огромную ошибку.

Польский писатель Ромуальд Свёнтек, однако, цитирует рапорт польского полковника Е. Горчинского, написанный в 1943 году (уже в дни эксгумации в Катыни), где фраза приведена в несколько иной редакции:

Когда мы сказали комиссару Берии, что большое число первоклассных офицеров для активной службы находится в лагерях в Старобельске и Козельске, он заявил: «Составьте их список, однако немного из них осталось, поскольку мы совершили большую ошибку, передав большую их часть немцам».

После нападения Германии на СССР ситуация изменилась. 30 июля 1941 года в Лондоне было подписано Соглашение Сикорского — Майского, которым устанавливались дипломатические отношения с польским правительством в изгнании и предусматривалась амнистия полякам и создание из них армии, подчинённой польскому правительству. Амнистия всем захваченным в плен и интернированным польским гражданам была объявлена указом от 8 августа. Началось формирование польской Армии Андерса.
3 декабря 1941 года Сталин и Молотов встретились с главой польского правительства генералом Сикорским и генералом Андерсом. При этом состоялся такой диалог (цитируется по польской официальной записи):

СИКОРСКИЙ: Я заявляю вам, господин президент, что ваше распоряжение об амнистии не выполняется. Большое количество наших людей, причём наиболее ценных для армии, находится ещё в лагерях и тюрьмах.
СТАЛИН (записывает): Это невозможно, поскольку амнистия касалась всех, и все поляки освобождены. (Последние слова адресованы Молотову. Молотов поддакивает.) (…).
СИКОРСКИЙ: Не наше дело предоставлять советскому правительству точные списки наших людей, полные списки есть у комендантов лагерей. У меня с собой список, где значится около 4000 офицеров, вывезенных насильно и находящихся в данный момент в тюрьмах и лагерях, и даже этот список неполон, потому что содержит лишь те фамилии, которые названы по памяти. Я поручил проверить, нет ли их в Польше, с которой у нас постоянная связь. Оказалось, что там нет ни одного из них; так же, как и в лагерях военнопленных в Германии. Эти люди находятся здесь. Ни один из них не вернулся.
СТАЛИН: Это невозможно. Они убежали.
АНДЕРС: Куда они могли убежать?
СТАЛИН: Ну, в Маньчжурию.

Как выяснилось с открытием архивов, Сталин поручил Берии проверить представленный Сикорским и Андерсом список из 3825 имён, результаты Берия сообщил в своей записке от 26 декабря: 408 человек «не найдено», 56 человек «передано в польскую армию», 33 человека, «преимущественно польских разведчика, до войны были затребованы из лагерей для ведения следствия в западные области УССР и БССР, и их местонахождение не известно», 5 человек осуждено за контрреволюционную деятельность, 3 человека умерло и, наконец, 3320 человек, по выражению документа, «в соответствии с известным вам решением от 5 марта 1940 г.» — то есть расстреляно.
Между тем Андерс, ставший руководителем польской армии на территории СССР, предпринимал всё возможное, чтобы отыскать «пропавших» офицеров, и даже командировал с этой целью одного из своих подчинённых, художника и писателя Юзефа Чапского (Чапский сидел ранее в Старобельском лагере, но был переведён оттуда в Грязовецкий). Позже Андерс вспоминал в своих мемуарах:

Меня всё более грызла тревога. Со стороны советских властей — молчание или уклончивые формальные ответы. А тем временем появились страшные слухи о судьбе пропавших. Что их вывезли на северные острова за Полярным кругом, что их утопили в Белом море и т. п.
Фактом было то, что ни об одном из 15 000 пропавших пленных не было с весны 1940 года никаких известий и никого из них, буквально — ни одного, не удалось отыскать.
Только весной 1943 года открылась миру страшная тайна, мир услышал слово, от которого до сих пор веет ужасом: Катынь.

## Расследования катынского расстрела

### Немецкое расследование
Осенью 1941 года на бывшей даче НКВД в Козьих Горах расположился штаб немецкого 537 полка связи, обеспечивавшего связь штаба группы армий «Центр»; с ноября его возглавлял оберст-лейтенант (подполковник) Фридрих Аренс. Аренс получал данные о каких-то солдатских захоронениях рядом с его штабом и проинформировал об этом начальника разведки ГА «Центр» фон Герсдорфа (по уставной обязанности ставить на учёт солдатские захоронения, включая неприятельские), но никакого продолжения поначалу это не имело. В мае 1942 года польские рабочие из немецкой строительной организации Тодта по указаниям местного жителя Парфёна Киселёва раскопали одну могилу, нашли останки в польской военной форме и поставили над ними берёзовые кресты. В феврале 1943 года немецкая полевая полиция по указаниям местных жителей начала расследование захоронений; 29 марта началась эксгумация, а 13 апреля в сообщении берлинского радио было официально объявлено о находке захоронений расстрелянных НКВД польских офицеров. Это было стартом шумной пропагандистской кампании, направлявшейся лично Геббельсом, и Москва попыталась дать на неё ответ, опубликовав 16 апреля сводку Совинформбюро под заглавием «Гнусные измышления немецко-фашистских палачей», в которой обвинила немцев в провокации и утверждала, что жертвы находились летом 1941 года в районах западнее Смоленска на строительных работах и были там захвачены немцами и расстреляны. Нацистское руководство настойчиво предлагало создать для расследования независимую комиссию Международного Красного Креста, с включением в том числе советских экспертов. Польское правительство в изгнании поддержало идею расследования МКК: 16 апреля министр обороны Кукель издал коммюнике, в котором, подробно изложив историю попыток поляков добиться у Сталина ответа о судьбе примерно 15 тысяч офицеров, сообщал об обращении польского правительства к МКК. В ответ, Сталин запретил МКК проводить действия на оккупированной советской территории (по уставу, МКК не мог работать на территории страны без согласия её официальных властей) и разорвал отношения с польским правительством. Немцы смогли создать международную комиссию только из представителей союзных им стран, но под председательством врача из Швейцарии. В эксгумации приняла деятельное участие техническая комиссия Польского Красного Креста (ПКК), состоявшая из 9 человек, большинство которых было тесно связано с Сопротивлением, польские представители общественности прилетели на самолёте, предоставленном Люфтваффе. Эксгумация в Катыни, которой руководил профессор Герхард Бутц, продолжалась до 7 июня, и по её результатам был опубликован отчёт, выводы которого формулируются следующим образом:
- Из 8 братских могил изъято и заново похоронено 4143 трупа. В 70 % случаев их удалось идентифицировать. На всех трупах из могил 1—7 была зимняя одежда, в частности шинели, меховые и кожаные куртки, свитеры и шарфы. Трупы из могилы № 8 были в летней одежде. С этим согласовывается факт, что в могилах 1—7 были найдены фрагменты газет за март—апрель 1940 года, а в могиле № 8 — газеты за начало мая. На трупах не было следов насекомых (очевидно, трупных мух и т. п.), что подтверждает, что захоронения производились в холодное время года.
- Кроме газет, было найдено также много других документов (писем и т. д.), а также личных вещей. На жертвах часто находили табакерки ручной работы, иногда ещё наполненные, деревянные и серебряные портсигары, а также мундштуки с вырезанными монограммами и годом 1939 или 1940 и надписью «Козельск». В этом лагере находилось большинство убитых офицеров; это подтверждается тем, что найденные на жертвах письма от родственников и друзей были главным образом адресованы на Козельск.
- Состояние трупов не даёт возможности точно установить время их смерти; но найденные документы за начало 1940 года и ранее «не оставляют сомнения, что казнь офицеров происходила в Катынском лесу весной 1940 года». Срезы деревьев, посаженных на могиле, показывают, что они были пересажены 3 года назад. Ту же датировку даёт по черепу доктор Ф. Оршош.
- Все казнённые были убиты в затылок немецкими пулями 7,65 мм калибра, марки «Geco 7,65 D» (нем. Gustav Genschow & Co., город Карлсруэ, Германия), изготовленными в 1922—1931 годах; эти патроны, за отсутствием рынка в разоружённой Германии 1920-х годов, в большом количестве экспортировались фирмой «в Польшу, в прибалтийские государства и в Советский Союз (в довольно значительном количестве до 1928 года, а потом в более ограниченном количестве)». Расстрелы происходили вне могил, возможно, на краю их; расстреливали в стоячем положении, причём двое поддерживали расстреливаемого под мышки.
- Руки жертв были связаны плетёным шнуром (фабричного производства, какой употребляется для занавесок или штор) толщиной 3—4 мм. Петля была задумана так, что при попытке разъединить руки узел автоматически затягивался ещё туже. У большинства тел из могилы № 5 и в единичных случаях в других могилах, кроме обычного связывания рук, дополнительно были замотаны головы (собственными шинелями или мундирами). Шнур, которым при этом охватывали обмотку на шее, свободным концом соединяли с узлом на руках так, что каждое движение при попытке освободить голову или руки автоматически затягивало петлю. Связанными в основном оказались молодые офицеры, сопротивления которых, по-видимому, боялись. Аналогичным образом были связаны и расстрелянные ранее советские граждане. На некоторых жертвах были найдены следы ударов советским четырёхгранным штыком, которым, как предполагается, подгоняли жертв на дороге к месту казни (упоминание о четырёхгранных штыковых отверстиях встречается и в одном советском акте[76]; немецкий же штык был плоским). Во многих случаях жертвы носили следы побоев кулаком или прикладом винтовки (перелом нижней челюсти)[77].

И поляки, и международная комиссия поддержали выводы Бутца. Основные положения отчёта международной комиссии сводились к следующему:
- Опрошенные комиссией местные свидетели «среди прочего подтвердили, что в течение марта и апреля 1940 года железнодорожные эшелоны с польскими офицерами почти ежедневно прибывали на станцию Гнёздово и там разгружались. Военнопленных везли на грузовиках в сторону Катынского леса. После этого никто никогда их больше не видел». Комиссия отметила, что способ связывания поляков «идентичен тому, какой был установлен на трупах русского гражданского населения, также эксгумированных в Катынском лесу, но погребённых в более давнее время. Выстрелы в затылок, которыми были убиты эти русские, были сделаны также опытной рукой». Все убиты выстрелом в затылок. Убитые в зимнем обмундировании. Деревья, росшие на могиле, пересажены 3 года назад. На тот же срок указывают изменения в черепах убитых, согласно опытам доктора Ф. Оршоша (венгерский член комиссии). В целом, «из показаний свидетелей и судя по письмам, дневникам, газетам и т. д., найденным на трупах, следует, что расстрелы происходили в марте и апреле 1940 года»[78].

Метод датировки по состоянию черепа, применённый профессором Ф. Оршошом, в дальнейшем «не нашёл достаточного последующего подтверждения медицинской практикой».
Польская комиссия также поддержала выводы немцев, о чём и сообщила в отчёте, направленном в Лондон правительству в изгнании. Согласно служебному отчёту, «члены комиссии ПКК получили возможность вместе осмотреть как рвы, так и документы». Хотя немцы не давали полякам самостоятельно просматривать на месте найденные документы, у поляков не возникло подозрений в подлоге документов. В частности, поляки отметили, что немцы не скрывали еврейских имён ряда убитых, хотя этот факт и противоречил их пропагандистским установкам, по которым евреи могли фигурировать исключительно в роли палачей. Всего в Катыни были найдены 3184 документа (письма, открытки, дневники, обрывки газет); все они имели даты не позднее 6 мая 1940 года. Обрывки газет немцы в большинстве выбрасывали в лес, и поляки их свободно подбирали; в основном это оказался «Głos Radziecki», советская газета на польском языке за весну 1940 года. С местными жителями поляки общались свободно, причём, по их словам, жители «полностью подтверждали немецкую версию как о том, что Козьи Горы — давно известное место казни, так и о том, что польские офицеры были расстреляны большевиками». Подробные записи такого рода разговоров и рассказов есть в книге польского писателя Юзефа Мацкевича (участника эксгумации).
Согласно выводам комиссии, поляки были убиты в апреле-мае 1940 года. Несмотря на факт немецкого происхождения пуль, который немцы, как отмечается в отчёте, пытались всячески скрыть, у ПКК не было сомнений в виновности НКВД: «да и доверенные сотрудники НКВД — исполнители катынского преступления — могли иметь оружие любого происхождения» — отмечали поляки.

### Советское расследование
С октября 1943 года в Смоленской области начала действовать специальная комиссия из представителей НКВД и НКГБ, созданная распоряжением Чрезвычайной государственной комиссии. Главными целями этой комиссии были: поиск не обследованного немцами захоронения, подготовка подложных документов и особенно лжесвидетелей. Официальный отчёт о деятельности комиссии гласил, что ею было допрошено 95 свидетелей, проверено 17 заявлений, поданных в ЧГК, рассмотрены и изучены различные документы, относящиеся к делу, проведена экспертиза, осмотрено место расположения катынских могил. Далее в отчёте, с приведением многочисленных свидетельских показаний, утверждалось, что к западу от Смоленска находились три лагеря особого назначения для польских военнопленных: ОН-1, ОН-2 и ОН-3. Находившиеся там пленные были заняты на дорожных работах. Летом 1941 года эти лагеря не успели эвакуировать, и пленные были захвачены немцами. Некоторое время они по-прежнему работали на дорожных работах, но в августе-сентябре 1941 года были расстреляны. Расстрелы осуществлялись «немецким военным учреждением, скрывающимся под условным наименованием „штаб 537-го строительного батальона“ во главе с обер-лейтенантом Арнесом». Оно располагалось на бывшей даче НКВД в Козьих Горах. Весной 1943 года немцы раскопали могилы и изъяли оттуда все документы, датированные позднее весны 1940 года, а проводивших эти раскопки советских пленных расстреляли. Местных жителей силой и угрозами заставили давать лжесвидетельства.
Таким образом, в этом «совершенно секретном» отчёте была изложена версия событий и распространённая система доказательств (свидетельские показания и т. д.), на которую затем опиралась официальная «Комиссия Бурденко».
В 1990-е годы на допросе в Главной военной прокуратуре РФ многие из оставшихся в живых свидетелей, допрошенных комиссией «органов» в 1943 году, отказались от своих показаний как данных под давлением.
Под видом лагерей для пленных поляков в советских документах описывались три реальных лагеря системы Вяземлага (обычные исправительно-трудовые лагеря), заключённые которых были действительно заняты на постройке дорог.
12 января 1944 года ЧГК объявила о создании «Специальной комиссии по установлению и расследованию обстоятельств расстрела немецко-фашистскими захватчиками в Катынском лесу (близ Смоленска) военнопленных польских офицеров», председателем которой был назначен главный хирург Красной Армии, академик Н. Н. Бурденко. 14 января начались раскопки; сама же комиссия вела эксгумационные работы и опросы свидетелей 5 дней — с 17 по 23 января. Было эксгумировано и исследовано 925 трупов. Согласно утверждению комиссии на телах убитых было найдено несколько документов с датами позже весны 1940. Впоследствии расследование Главной Военной Прокуратуры РФ доказало, что документы являлись плодом прямой фальсификации. В ходе работы комиссий Меркулова-Круглова и Бурденко часть польских могил (в том числе отдельные могилы генералов и прежде всего не до конца раскопанная немцами могила № 8) была уничтожена; часть черепов была изъята Бурденко «для коллекции», а обезглавленные останки свалены в беспорядке.
26 января комиссия Бурденко опубликовала итоговое сообщение, во многом повторявшее (вплоть до ошибок в написании фамилий) текст отчёта комиссии «органов».

### Катынское дело в Нюрнберге
С 20 ноября 1945 года по 1 октября 1946 года в Нюрнберге проходил судебный процесс над 23 главными военными преступниками в Международном военном трибунале (МВТ). По настоянию советской стороны катынский эпизод был внесён в первоначальное обвинительное заключение трибунала.
Советское обвинение внесло Катынский расстрел в обвинительный акт среди преступлений против пленных, инкриминируемых Герингу, в надежде на то, что трибунал примет это без рассмотрения как данные официальной союзнической следственной комиссии (такие данные требовала принимать без рассмотрения 21 статья Устава). Однако осенью 1945 года бывший участник двух военных заговоров против Гитлера Фабиан фон Шлабрендорф, консультировавший американцев при подготовке процесса, убедил их (Уильяма Дж. Донована, тогда помощника главного обвинителя Роберта Джексона, а затем и самого Джексона), что Катынский расстрел — дело Советов и таким образом «демократии поставили бы под угрозу своё доброе дело, рекламируя доказуемо ложное утверждение». В результате Джексоном было принято решение позволить защите Геринга вызвать свидетелей, которые доказали бы невиновность немцев в этом преступлении.
14 февраля 1946 года зам главного советского обвинителя полковник Ю. В. Покровский предъявил подробное обвинение по Катынскому делу, основанное на материалах комиссии Бурденко. Однако суд отказался принять это обвинение без рассмотрения, что вызвало шок у советской стороны. Поскольку последняя ссылалась, что это создаёт прецедент для затягивания процесса, суд принял решение заслушать только по 3 свидетеля со стороны обвинения и защиты. Слушания состоялись 1—2 июля 1946. Свидетелями обвинения выступили бывший зам обер-бургомистра Смоленска профессор-астроном Б. В. Базилевский, профессор В. И. Прозоровский (как эксперт-медик) и болгарский эксперт М. А. Марков, бывший член международной комиссии по Катыни, подписавший её заключение. Готовили для такой роли и бургомистра Смоленска Б. Г. Меньшагина, однако его показания были «неудобны». Марков был арестован с установлением в Болгарии коммунистического правительства, затем освобождён, после чего кардинально изменил свои взгляды на Катынь; его роль на процессе заключалась в компрометации выводов международной комиссии. Базилевский на суде повторил показания, данные в комиссии НКВД-НКГБ и потом перед иностранными журналистами в комиссии Бурденко, в частности заявив, что о расстреле поляков немцами ему якобы сообщил бургомистр Меньшагин; сам Меньшагин в воспоминаниях называет это ложью. Главным свидетелем защиты стал бывший командир 537-го полка связи полковник (на 1945 год) Фридрих Аренс, объявленный комиссиями «органов» и Бурденко главным организатором расстрелов как оберст-лейтенант Арнес, командир «537-го строительного батальона» — «специальной карательной части». Суду были представлены свидетельства, что Аренс появился в Катыни лишь в ноябре 1941 года и по роду деятельности не мог иметь ничего общего с массовыми расстрелами; кроме того подразделения полка были разбросаны на большой территории и даже физически Аренс никогда не имел вместе столько людей, чтобы быть в состоянии организовать массовый расстрел. Показания Аренса подтвердили его непосредственный подчинённый лейтенант Райнхарт фон Айхборн, отвечавший в полку за телефонную связь, и непосредственный начальник генерал-лейтенант Ойген Оберхойзер (нем. Eugen Oberhäuser), командовавший связью в группе армий «Центр». Трибунал не поддержал советское обвинение, в приговоре трибунала катынский эпизод отсутствует. Более того, в приговоре Герингу трибунал специально подчеркнул, что основывается только на фактах, признанных самим Герингом, как на вполне достаточных, оставляя в стороне неназванные «противоречивые показания». Это было однозначно воспринято за пределами СССР как «молчаливое признание советской вины». Это осознавали и участники процесса с советской стороны. Игнорируя этот факт, официальная советская историография утверждала, якобы Нюрнбергский трибунал признал Геринга виновным в Катынском расстреле.

### Комиссия Конгресса США 1951—1952
В 1951 году была создана специальная комиссия Палаты представителей Конгресса США по вопросам Катыни под председательством Р. Дж. Мэддена.
Заключение Комиссии объявляло СССР виновным в катынском убийстве на основании следующих признаков:
1. Противодействие расследованию МКК в 1943 году.
2. Нежелание приглашать нейтральных наблюдателей во время работы «Комиссии Бурденко», кроме корреспондентов, согласно оценивших акцию как «целиком организованное шоу».
3. Неспособность предъявить в Нюрнберге достаточно свидетельств немецкой вины.
4. Отказ от сотрудничества с расследованием Конгресса, несмотря на публичное и формальное обращение Комитета.
5. Неоспоримые свидетельства лиц, ранее заключённых в трёх лагерях, медицинских экспертов и наблюдателей.
6. Тот факт, что Сталин, Молотов и Берия до весны 1943 года не отвечали полякам, где находятся лица, обнаруженные в Катыни.
7. Массированная пропагандистская кампания, устроенная в СССР против расследования Конгресса, что было расценено как выражение страха разоблачения[101]. Комиссия приняла решение вынести результаты расследования на публичное обсуждение в Организации Объединённых Наций с целью созыва Международного трибунала, однако Белый дом не поддержал эту инициативу.

Как свидетельствуют рассекреченные в 2012 году документы, Белый дом был уверен в советской вине в Катынской трагедии с самого начала, но ничего не предпринимал по политическим соображениям. Ещё в 1943 году Рузвельт получил от Черчилля материалы британского расследования, проведённого послом Великобритании при правительстве Польши в изгнании Оуэном О’Мэлли, однозначно утверждавший вину СССР. В 1944 году Рузвельт сам поручил провести расследование своему специальному эмиссару на Балканах Джорджу Эрлу. Однако доклад Эрла, также однозначно гласивший о виновности СССР, был положен под сукно с письменным запретом Эрлу публиковать его. Под сукно же были положены в 1945 году и отчёты вернувшихся из плена американских военнослужащих, которых в 1943 году немцы возили в Катынь.

### Советско-польская комиссия учёных по изучению истории двух стран
В годы перестройки в СССР начала работать польско-советская комиссия историков по трудным вопросам. С самого начала работы польская часть комиссии подвергла резкой критике версию комиссии Бурденко и, ссылаясь на провозглашённую в СССР политику гласности, требовала предъявить дополнительные материалы. Советская часть комиссии, не располагая никакими новыми документами, отказывалась менять прежнюю официальную позицию. Тем не менее, работа комиссии (май 1987 — январь 1990) позволила развернуть в печати ПНР открытое обсуждение всех этих вопросов, и версия о виновности НКВД получила там повсеместное распространение.
Прямых доказательств вины СССР комиссия не нашла, однако в декабре 1987 года в польском секторе ЦК, на основе работы комиссии, была подготовлена «записка четырёх» о необходимости признать вину сталинского режима. Её подписали секретари ЦК члены Политбюро А. Н. Яковлев, В. А. Медведев, министр иностранных дел Э. А. Шеварднадзе и министр обороны маршал С. Л. Соколов. Однако тогда записка в повестку включена не была и на Политбюро не рассматривалась.
Весной-летом 1989 года были обнаружены документы, свидетельствующие, что дела поляков подлежали рассмотрению на Особом совещании НКВД СССР, и что содержавшиеся во всех трёх лагерях лица были этапированы в распоряжение областных управлений НКВД и в статистических отчётах в дальнейшем не фигурировали. 21 июля 1989 года историк Юрий Зоря (сын прокурора Н. Д. Зори, предположительно убитого или покончившего с собой в Нюрнберге из-за сомнений в катынском деле) — сравнивая списки НКВД Смоленской области на выбывающих из лагеря в Козельске «в распоряжение управления делами НКВД Смоленской области» (весна 1940 года) с эксгумационными списками из немецкой «Белой книги» по Катыни, обнаружил, что это — одни и те же лица, причём очерёдность лежащих в могиле (по Белой книге) совпадала с очерёдностью списков на отправку. Зоря составил доклад начальнику КГБ В. А. Крючкову, но тот отказался продолжать расследование. Перспектива публикации этих документов, однако, заставила руководство СССР официально признать советскую ответственность за Катынский расстрел. Это было сделано 13 апреля 1990 года в форме специального заявления ТАСС.

### Расследование Института национальной памяти
С 1991 года сбором и изучением материалов, связанных с Катынским расстрелом, в Польше занималась Главная комиссия по исследованию преступлений против польского народа — Институт национальной памяти (с 1998 года Институт национальной памяти — Комиссия по расследованию преступлений против польского народа).

### Расследование Главной военной прокуратуры СССР и РФ
3 марта 1990 года харьковская молодёжная газета «Новая Смена» опубликовала письмо человека, который передавал слова знакомого, водителя НКВД, что перед войной тот возил трупы в Пятихатки. Это было лишь формальным «разглашением» хорошо известной местным жителям «тайны», так как ещё в 1969 году школьники Пятихаток обнаружили в лесу могилы польских офицеров и начали охоту за находившимися в них «сувенирами» (военными пуговицами, знаками различия и пр.), что вызвало попытки властей вновь засекретить и уничтожить захоронения; однако память об этом осталась, и в конце 1989 года во внутренней переписке КГБ с тревогой отмечалось, что «неформалы обладают достоверной информацией по этому вопросу» и используют её для «дискредитации» советских органов. 22 марта прокуратурой Харьковской области по собственной инициативе было возбуждено уголовное дело по факту обнаружения на территории лесопарковой зоны отдыха Управления КГБ по Харьковской области массовых захоронений советских граждан. Немедленно появились свидетельства, что в Пятихатках были захоронены поляки. 20 августа, в рамках этого дела, было возбуждено уголовное дело в отношении Берии, Меркулова, Сопруненко, Бережкова и других сотрудников НКВД. 6 июня прокуратура Калининской области также по собственной инициативе возбудила уголовное дело о судьбе польских военнопленных, содержавшихся в Осташковском лагере. Это сопровождалось публикациями в прессе и требованиями польской стороны допустить её к расследованию и эксгумациям. В такой ситуации Генеральная прокуратура СССР поручила Главной военной прокуратуре (так как обвиняемые имели воинские звания) взять расследование на себя.
27 сентября 1990 года Главная военная прокуратура приступила к расследованию уголовного дела по факту убийств польских офицеров, которое получило порядковый номер 159. В ходе ведения дела действия должностных лиц СССР были квалифицированы по пункту «б» статьи 193-17 действовавшего на момент преступления УК РСФСР 1926 года, как «превышение власти, имевшее тяжёлые последствия при наличии особо отягчающих обстоятельств». Следствие достоверно установило вынесение «тройкой» НКВД смертных приговоров 14542 польским военнопленным по обвинению в совершении государственных преступлений, гибель в результате исполнения решений «тройки» 1803 польских военнопленных и установило личность 22 из них.
21 сентября 2004 года (ГВП РФ) приняла решение о прекращении уголовного дела по «катынскому расстрелу» в связи со смертью виновных. При этом текст решения был засекречен властями и даже ЕСПЧ не смог впоследствии ознакомиться с материалами дела.
По инициативе польской стороны в ходе расследования по делу исследовалась версия о геноциде польского народа во время событий весны 1940 года. ГВП сочла эту версию не подтвердившейся и уголовное дело по признакам геноцида было прекращено за отсутствием события преступления.
Из 183 томов дела польской стороне было передано 67, так как остальные 116, по словам военного прокурора, содержат государственную тайну. 26 января 2011 года Верховный суд России признал законным засекречивание материалов дела, отклонив жалобу просветительского центра «Мемориал» на решение Мосгорсуда об отказе рассекретить материалы дела. В то же время идёт процесс постепенного рассекречивания материалов и передачи их копий польской стороне (в частности, за 2010 год были переданы копии 137 томов).

## Официальное признание советской ответственности за Катынь

### Заявление ТАСС
22 февраля 1990 года заведующий Международным отделом ЦК КПСС В. Фалин направил на имя М. С. Горбачёва записку, в которой сообщил о новых архивных находках (прежде всего документах, обнаруженных Ю. Зорей). Он указывал, что опубликование таких материалов полностью подорвёт официальную позицию советского правительства (о «недоказанности» и «отсутствии документов») и рекомендовал срочно определиться с новой позицией. В связи с этим предлагалось сообщить Ярузельскому, что прямых свидетельств (приказов, распоряжений и т. д.), позволяющих назвать точное время и конкретных виновников катынской трагедии, не найдено, но «на основании означенных индиций можно сделать вывод о том, что гибель польских офицеров в районе Катыни — дело рук НКВД и персонально Берия и Меркулова».
13 апреля 1990 года, во время визита в Москву Ярузельского, было опубликовано заявление ТАСС о катынской трагедии, гласившее:

Выявленные архивные материалы в своей совокупности позволяют сделать вывод о непосредственной ответственности за злодеяния в катынском лесу Берии, Меркулова и их подручных.
Советская сторона, выражая глубокое сожаление в связи с катынской трагедией, заявляет, что она представляет одно из тяжких преступлений сталинизма.

Горбачёв передал Ярузельскому обнаруженные этапные списки НКВД из Козельска, из Осташкова и из Старобельска.
Вслед за тем Главная военная прокуратура СССР начала расследование по факту катынского убийства.

### Обнародование Пакета № 1 и экспертиза документов
Всё то время, когда советские и польские историки вели поиск документов по Катыни, ключевые документы Политбюро, связанные с Катынью, продолжали храниться в секретной Особой папке Архива ЦК КПСС (в дальнейшем Президентского архива); М. С. Горбачёв знал об их существовании.
Б. Н. Ельцин получил документы Особой папки лично от Горбачёва при передаче последним власти. 8 месяцев спустя, 24 сентября 1992 года, был вскрыт пакет № 1, содержащий документы, связанные с Катынью. 14 октября копии этих документов были вручены главой Государственной архивной службы Рудольфом Пихоя президенту Польши Леху Валенсе и таким образом обнародованы; одновременно они были переданы в российский журнал «Вопросы истории», где 3 месяца спустя состоялась их публикация. Поскольку документы в то же время являлись уликами по уголовному делу, они были подвергнуты криминалистической и почерковедческой экспертизе, организованной ГВП: судебные эксперты из ВНИИСЭ и ЦСМЛ МО РФ установили подлинность как подписей на документах, так и бумаги, шрифта и т. п.; как выяснилось при исследовании шрифта, первые три листа письма Берии были напечатаны на машинке НКВД, а четвёртый — на другой машинке, на которой ранее была напечатана записка Берии от 16 января 1940 г. (полагают, что последний лист был перепечатан для того, чтобы вписать Баштакова, который как раз 5 марта был назначен начальником 1 спецотдела). В настоящее время в научной литературе эти документы однозначно признаются подлинными.

## Катынь в контексте общественно-политической жизни и польско-российских отношений (началоXXI века)
Тема Катынского расстрела регулярно появляется в польской и российской печати. Лех Качиньский заявлял, что она продолжает занимать важное место в национальной исторической памяти поляков, в то время как подавляющее большинство россиян, согласно опросу ФОМ, считают её неактуальной.

### Судебные разбирательства
24 октября 2008 года Хамовнический суд Москвы отклонил жалобу родственников расстрелянных офицеров на отказ ГВП в политической реабилитации погибших. После этого 15 родственников 12 убитых офицеров подали жалобу на РФ в Европейский суд по правам человека, обвинив Россию в неэффективном расследовании и пренебрежительном отношении к родственникам жертв. 16 апреля 2012 года Палата ЕСПЧ вынесла решение, в котором квалифицировала расстрел пленных офицеров «советской тайной полицией» как военное преступление. При этом Палата отказалась рассматривать вопрос о Катынском расстреле по существу, так как основные следственные действия по этому вопросу были произведены до вступления в силу в России Европейской Конвенции о защите прав человека и основных свобод, конвенция же обратной силы не имеет. Также Палата решила, что по отношению к заявителям, родившимся до 1940 года и имевшим эмоциональную связь со своими родственниками — жертвами Катынского расстрела, российские власти проявили бесчеловечное обращение в нарушение статьи 3 Конвенции, тогда как в отношении других заявителей статья 3 Конвенции нарушена не была. В результате Палата обязала Россию выплатить 10 истцам из 15 по 5000 евро каждому в виде компенсации судебных издержек. После обжалования заявителями этого постановления, в октябре 2013 года Большая палата суда большинством голосов вынесла постановление о том, что суд не имеет полномочий рассматривать жалобу на нарушение статьи 2 Конвенции и что статья 3 не была нарушена, а единогласно — о том, что статья 38 была нарушена Российской Федерацией.

### Официальная позиция власти РФ
В. В. Путин в статусе президента и премьер-министра России несколько раз делал заявления, осуждающие Катынский расстрел как преступление сталинского режима, вместе с тем высказав «личное мнение», что расстрел был местью Сталина за поражение в советско-польской войне (1920 года), в которой он лично принимал участие как член Реввоенсовета Юго-Западного фронта. Аналогичные заявления делал и президент Д. А. Медведев, призывая к дальнейшему расследованию и подчеркнув неизменность российской позиции, 18—19 апреля 2010 года.
28 апреля 2010 года, по просьбе Д. А. Медведева, документы «пакета № 1» были официально опубликованы на сайте Росархива. Ведётся постепенная работа по рассекречиванию и передаче польской стороне материалов уголовного дела; по состоянию на 2011 год 35 из 183 томов уголовного дела, а также текст постановления Главной военной прокуратуры о закрытии уголовного дела в 2004 году, оставались засекреченными. В заявлении польским СМИ Медведев также осудил попытки поставить под сомнение документы «особой папки»:

Попытки поставить эти документы под сомнение, говорить о том, что их кто-то сфальсифицировал, это просто несерьёзно. Это делается теми, кто пытается обелить природу режима, который создал Сталин в определённый период в нашей стране.

26 ноября 2010 года Госдума России, при противодействии со стороны фракции КПРФ, приняла заявление «О Катынской трагедии и её жертвах», в котором признаёт Катынский расстрел преступлением, совершённым по прямому указанию Сталина и других советских руководителей и выражает сочувствие польскому народу:
В 2011 году российские официальные лица заявили о готовности рассмотреть вопрос о реабилитации жертв расстрела.
По мнению С. Романова, официальный подход властей РФ после 2000 года отличается двойственностью: с одной стороны факт советского преступления не отрицается, с другой же заявления о нём формулируются так, «чтобы релятивизировать и минимизировать его», в частности уравнять с жестоким обращением поляков с советскими военнопленными в 1920 году и даже объявить (без каких-либо доказательств и оснований) местью за это, с неявным подыгрыванием отрицателям советской вины.
24 июня 2022 года появилась информация о том, что с мемориального комплекса в Катыни сняли флаг Польши. В администрации Катыни подтвердили, что 24 июня было «обнаружено отсутствие польского флага», однако перенаправили другие вопросы журналистов в Музей современной истории России, к которому относится мемориал. Мэр Смоленска Андрей Борисов заявил, что решение было принято министерством культуры.

## Поддержка первичной советской версии событий и ревизионизм
После официального признания вины СССР советскую версию некоторое время пытались отстаивать ведомственные историки Министерства обороны СССР, группировавшиеся вокруг «Военно-исторического журнала», однако с падением СССР и публикацией документов Пакета № 1 советская вина перестала оспариваться как в научном сообществе, так и, некоторое время, в общественно-публицистическом пространстве.
Попытку оспорить её вновь сделал инженер Юрий Мухин в книге «Катынский детектив» (1995), оказавшейся первой в череде негационистской публицистики о Катыни, главными фигурами которой в России, кроме Мухина, явились Владислав Швед и Сергей Стрыгин. В 1990-е годы негационизм не выходил за пределы маргинальной публицистики, однако в 2000-х и особенно 2010-х годах в российском историческом сообществе вновь зазвучали голоса в поддержку советской версии. В прессе в поддержку данной версии (в том или ином её виде) высказывались шесть докторов исторических наук: Ю. Н. Жуков, А. Н. Колесник, В. А. Сахаров, А. Ю. Плотников, И. П. Осадчий и В. П. Зимонин. 19 апреля 2010 года в Государственной думе КПРФ организовала круглый стол на тему «Катынь — правовые и политические аспекты». В его работе приняли участие сторонники первичной советской версии катынского расстрела. Результатом проведённой работы стало письмо В. И. Илюхина президенту России Д. А. Медведеву. Историк Александр Гурьянов высказал мнение, что на волну негационистских публикаций, последовавшую в конце 2010-х годов, существует неявный, но сильный политический запрос со стороны государства.
По мнению сторонников советской версии, ключевые документы катынского дела («Пакет № 1») сфальсифицированы с целью исказить роль Иосифа Сталина и СССР в истории XX века. Как правило, попытки опровергнуть подлинность документов опираются на произвольные утверждения, выдаваемые за необходимые закономерности: например, утверждается, что в 1940 году не могли использоваться бланки 1930-х годов и потому решение Политбюро на таком бланке — фальшивка (в реальности бланки 1930-х годов попадаются в делопроизводстве до лета 1941 года, более того, отмечено употребление в 1940-е годы даже бланка 1920-х годов).
Записка Шелепина 1959 года опровергается на том основании, что там в отношении 1940 года анахронистично употреблён термин «ЦК КПСС» вместо «ЦК ВКП(б)» — то есть априорно предполагается, что партийные бюрократы 1950-х годов не могли использовать в своей переписке некорректную с исторической точки зрения терминологию (в реальности в бюрократической практике того времени именно употребление актуальной терминологии и было общераспространённым правилом). Исследователь-негационист В. А. Сахаров отмечает, что в руки немцев попали списки пленных поляков в захваченном архиве Смоленского УНКВД, и утверждает, что именно на их основании немцы сфабриковали эксгумационные списки; также он обращает внимание, что названия польских местностей в тех случаях, когда отчёт Бутца ссылается на найденные у убитых бумаги, даны в той форме, которая была введена оккупантами в порядке германизации генерал-губернаторства в 1940—1941 годах. Однако, как указал Александр Гурьянов, список, попавший в руки немцев, был списком так называемого «Козельск-2» — лагеря для польских военнослужащих, которые были до лета 1940 года интернированы в Латвии и Литве, а названия в отчёте Бутца даны не в виде цитат из документов и потому, естественно, в актуальной на 1943 год форме.
Наряду с этим негационистами выдвигается множество аргументов откровенно дилетантского характера. Например, утверждается, что виденные Юзефом Мацкевичем на месте эксгумации двухзлотовые купюры «военной эмиссии» — это оккупационные деньги (на самом деле была эмиссия купюр по 2 злотых в августе 1939 года); что фотографии корродированных гильз из отчёта Бутца свидетельствуют, что гильзы были стальные, так как латунь не корродирует, а стальные гильзы стали выпускаться только с началом войны (на самом деле латунь корродирует от соприкосновения с трупной жидкостью и хлоркой, и о коррозии латунных гильз сказано и в описаниях Бутца); некритически повторяются как факты откровенно ложные «свидетельства» из документов НКГБ-НКВД о пионерском лагере на месте будущих расстрелов и о том, что руки убитых были связаны немецким бумажным шпагатом (последнее не вошло даже в отчёт Бурденко) и т. п. Впрочем, даже негационист С. Стрыгин, опросив старожилов с тем, чтобы установить реальность пионерлагеря, был вынужден признать в докладе Бурденко манипуляцию с топонимами, так как под именем «Козьи горы» был известен гораздо более обширный район, чем огороженная территория НКВД, и частично он действительно служил местом прогулок и сбора грибов и ягод, а в советских документах вдобавок говорится о районе Козьих Гор «и прилегающих к нему местностях» и о Катынском лесе вообще — где действительно организовывались пионерлагеря и прочее.
Критики негационистов отмечают, что в своих публикациях они не останавливаются перед прямой ложью и повторением давно опровергнутых утверждений в расчёте на неосведомлённость читателей. Так, например, в статье доктора исторических наук А. Ю. Плотникова «Катынская фальсификация, как инструмент информационной войны» содержится откровенно ложное утверждение, будто Нюрнбергский трибунал признал в приговоре вину немцев за Катынь.
В 2018 году преподаватель английской средневековой литературы в университете Монтклера (США) Гроувер Ферр за собственный счёт издал книгу «Загадка катынского расстрела. Доказательства и решения» (англ. The Mystery of the Katyn Massacre: The Evidence, The Solution). В книге Ферра повторяются доводы про немецкие патроны и поддельность документов «Пакета № 1»; в качестве подтверждения, что катынские жертвы были живы в конце 1940 года, приводится факт «находки» комиссией Бурденко на трупе письма в НКВД жены офицера, которая просит установить местонахождение её мужа (сентябрь 1940), но наряду с этим указывается на новое обстоятельство. Ферр указывает, что полицейские Юзеф Кулиговский и Людвик Маловейский считаются расстрелянными в Калинине, так как их имена находятся в этапных списках Осташковского лагеря, и их именные таблички есть в мемориальном комплексе «Медное». Однако в ноябре 2011 года польские и украинские археологи обнаружили их полицейские жетоны на Украине, во Владимире-Волынском, в массовом захоронении польских солдат. При этом 98 % гильз, найденных на месте казни, были немецкими, производства 1941 года. Отсюда делается вывод, что они были расстреляны немцами в 1941 году во Владимире-Волынском. «…Польские военнопленные не были убиты Советами. Они оставались в советском плену, но были захвачены немцами и расстреляны во второй половине 1941 года», — пишет Гроувер Ферр. Однако заключения Ферра были опровергнуты Александром Гурьяновым, указавшим, что согласно учётной карточке Маловейского, находящейся в РГВА, Маловейский был во Владимире-Волынском в 1939 году: там он был взят в плен 19 сентября, очевидно тогда же у него был изъят жетон полицейского, после чего он был отправлен в приёмный пункт в Шепетовку и оттуда в Осташков; жетон же остался в тюрьме и хранился до её захвата немцами в 1941 году, «а после занятия тюрьмы немцами был ими выброшен вместе с другими ненужными предметами (повреждённой кухонной утварью) и попал в насыпной слой поверх массового захоронения расстрелянных». Вероятно, то же произошло с жетоном Кулиговского, карточка которого пока не найдена. Таким образом найдены были не останки полицейских, как заявлял Ферр, а всего лишь их жетоны, сами же полицейские захоронены в Медном.
Как указывают эксперты «Мемориала», советская версия вообще не учитывает захоронений в Медном, которые были эксгумированы только в 1991 году. В то же время военнопленные, которые похоронены в Медном, не могли быть расстреляны немецкими войсками, поскольку Медное не находилось под немецкой оккупацией.
Осенью 2023 года депутат Госдумы России Николай Иванов (фракция КПРФ) предложил отменить постановление Госдумы от 26 ноября 2010 года как наносящее серьёзный ущерб интересам и репутации России. Председатель Госдумы Вячеслав Володин в ответ предложил сформировать рабочую группу во главе с вице-спикером палаты парламента Петром Толстым, включив в неё представителей всех фракций. В апреле 2024 года ФСБ представила первый «рассекреченный» материал, согласно которому факты о виновности НКВД в расстреле польских граждан в Катынском лесу якобы были фальсифицированы немцами.

## Фотогалерея
- Бутц демонстрирует найденные в могилах предметы группе английских военнопленных
- Посол правительства Виши осматривает могилы генералов Мечислава Сморавинского и Бронислава Богатыревича в 1943 году
- Парфён Киселёв беседует с профессорами Оршошем и Марковым

## В культуре
- Фильм А. Вайды «Катынь» (2007).
- В книге и поставленному по ней фильму «Энигма» (2001) обнаружение катынского захоронения является одним из центральных сюжетов.
- Песня Нателлы Болтянской «Оборванный полонез»[153].